# Lilla Vanston
Lilla Mary Vanston (16 mai 1870-23 mars 1959) est une sculptrice et portraitiste irlandaise. 

## Biographie
Lilla Vanstan est née Lydia Mary Coffey le 16 mai 1870. Elle est l'une des deux filles du révérend John T. Coffey, recteur de Mogorban, Fethard dans le comté de Tipperary et de Lizzie Moulson, fille du révérend George Nesbitt. Elle fréquente la Dublin Metropolitan School of Art. Vers 1900, elle épouse John S. Vanston. Elle est membre de la ligue gaélique et se rend régulièrement dans la gaeltacht de l'île d'Achill.
Le couple a une fille, Dairine, qui devient elle-aussi une artiste,.

## Carrière artistique
Vanston expose un médaillon à l'exposition de la Royal Hibernian Academy (RHA) de 1898 et une autre œuvre en 1903. Elle est présentée aux expositions Oireachtas na Gaeilge de 1907 et 1911. Elle expose dix œuvres avec la RHA entre 1904 et 1921, principalement des portraits et des statuettes. Un de ces portraits est celui militant de la ligue gaélique, Thomas O'Neill Russell de 1904. Vanston souhaite utiliser son art à des fins patriotiques et est associée aux Irish Art Companions, un groupe fondé en 1904 par Charles Tindal Gatty dans le but de faire revivre l'art irlandais, en particulier pour offrir une alternative aux statues ecclésiastiques importées. Au 27-28 Clare Street à Dublin, le groupe possède son propre moulin à plâtre principalement utiliser pour couler des statues ecclésiastiques, qui sont ensuite bronzées et teintées. Une plaque de 1907 de Vanston pour le groupe est exposée à l'exposition de 1910 Arts and Crafts Society of Ireland. La plaque est intitulée The lament of Banba ou Erin mourns for her dead heroes, et The Irish Times la qualifie de « l'un des plus beaux motifs décoratifs que nous ayons vus ici depuis un certain temps... Il montre une grâce et une liberté merveilleuses. » Elle est également impliquée avec le United Arts Club, un groupe qui comprend Jack Butler Yeats. 

## Fin de vie et héritage
Vanston est veuve dans les années 1920. Elle part à Paris, où sa fille fait ses études. Là-bas, elle expose au Salon d'automne. Jusqu'au début de la Seconde Guerre mondiale, elle passe régulièrement à Paris, à une époque où on pense qu'elle dévient bouddhiste. Elle vit au 13 Herbert Street jusqu'à sa mort le 23 mars 1959 au Royal City of Dublin Hospital.